# Osservatorio astronomico Santa Lucia Stroncone
L'osservatorio astronomico Santa Lucia Stroncone è un osservatorio astronomico situato nel comune di Stroncone, in Umbria, circa 6 km SSE da Terni.
L'osservatorio è a 350 metri sul livello del mare ed è dotato di un telescopio da 500 mm di diametro con configurazione Ritchey-Chrétien, più altri telescopi più piccoli.
L'osservatorio è accreditato dal Minor Planet Center per le scoperte di cinquantacinque asteroidi effettuate tra il 1993 e il 1999.
All'osservatorio è stato dedicato l'asteroide 5609 Stroncone.

## Scoperte
| 6835 Molfino           | 30 aprile 1994    |
| 6923 Borzacchini       | 16 settembre 1993 |
| 7030 Colombini         | 18 dicembre 1993  |
| 7132 Casulli           | 17 settembre 1993 |
| 7258 Pettarin          | 5 marzo 1994      |
| 7260 Metelli           | 18 marzo 1994     |
| 7306 Panizon           | 6 marzo 1994      |
| 7356 Casagrande        | 27 settembre 1995 |
| 7531 Pecorelli         | 24 settembre 1994 |
| 7680 Cari              | 16 aprile 1996    |
| 7714 Briccialdi        | 9 febbraio 1996   |
| 7782 Mony              | 7 febbraio 1994   |
| 7790 Miselli           | 28 febbraio 1995  |
| 7963 Falcinelli        | 1º febbraio 1995  |
| 8112 Cesi              | 3 maggio 1995     |
| 8192 Tonucci           | 10 settembre 1993 |
| 8193 Ciaurro           | 17 settembre 1993 |
| 8230 Perona            | 8 ottobre 1997    |
| 8555 Mirimao           | 3 giugno 1995     |
| 8897 Defelice          | 22 settembre 1995 |
| 8943 Stefanozavka      | 30 gennaio 1997   |
| 9397 Lombardi          | 6 settembre 1994  |
| 10208 Germanicus       | 30 agosto 1997    |
| 10573 Piani            | 29 novembre 1994  |
| 11600 Cipolla          | 26 settembre 1995 |
| 11977 Leonrisoldi      | 19 luglio 1995    |
| 12442 Beltramemass     | 23 febbraio 1996  |
| 21662 Benigni          | 1º settembre 1999 |
| 29561 Iatteri          | 21 febbraio 1998  |
| 33135 Davidrisoldi     | 19 febbraio 1998  |
| 39677 Anagaribaldi     | 13 marzo 1996     |
| 43841 Marcustacitus    | 17 aprile 1993    |
| 356975 Aspriliopacelli | 9 ottobre 1994    |